# Rue André-Joineau
La rue André-Joineau est l'une des artères principales du Pré-Saint-Gervais.

## Situation et accès

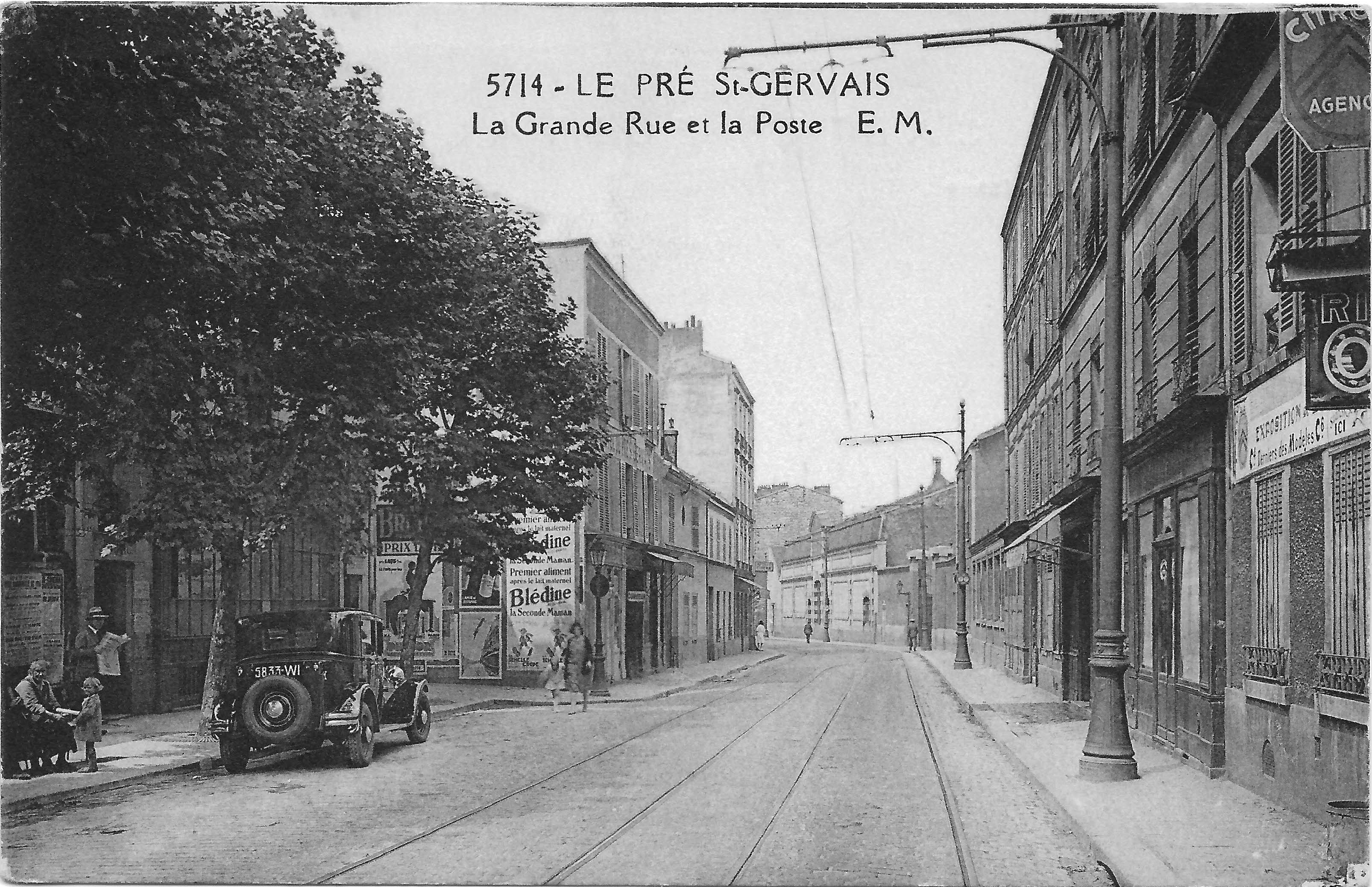
La Grande Rue et la poste.

En partant de la limite de Paris, elle forme le point de départ de la rue Jean-Baptiste-Sémanaz, sur sa gauche. Elle croise ensuite la route départementale D 35bis, où se rencontrent la rue Gabriel-Péri au Pré-Saint-Gervais (anciennement rue de Pantin) et la rue Honoré-d'Estienne-d'Orves.
Elle se termine au carrefour de la rue Gutenberg et de la rue Franklin, où elle est prolongée par la rue du Pré-Saint-Gervais à Pantin.

## Origine du nom

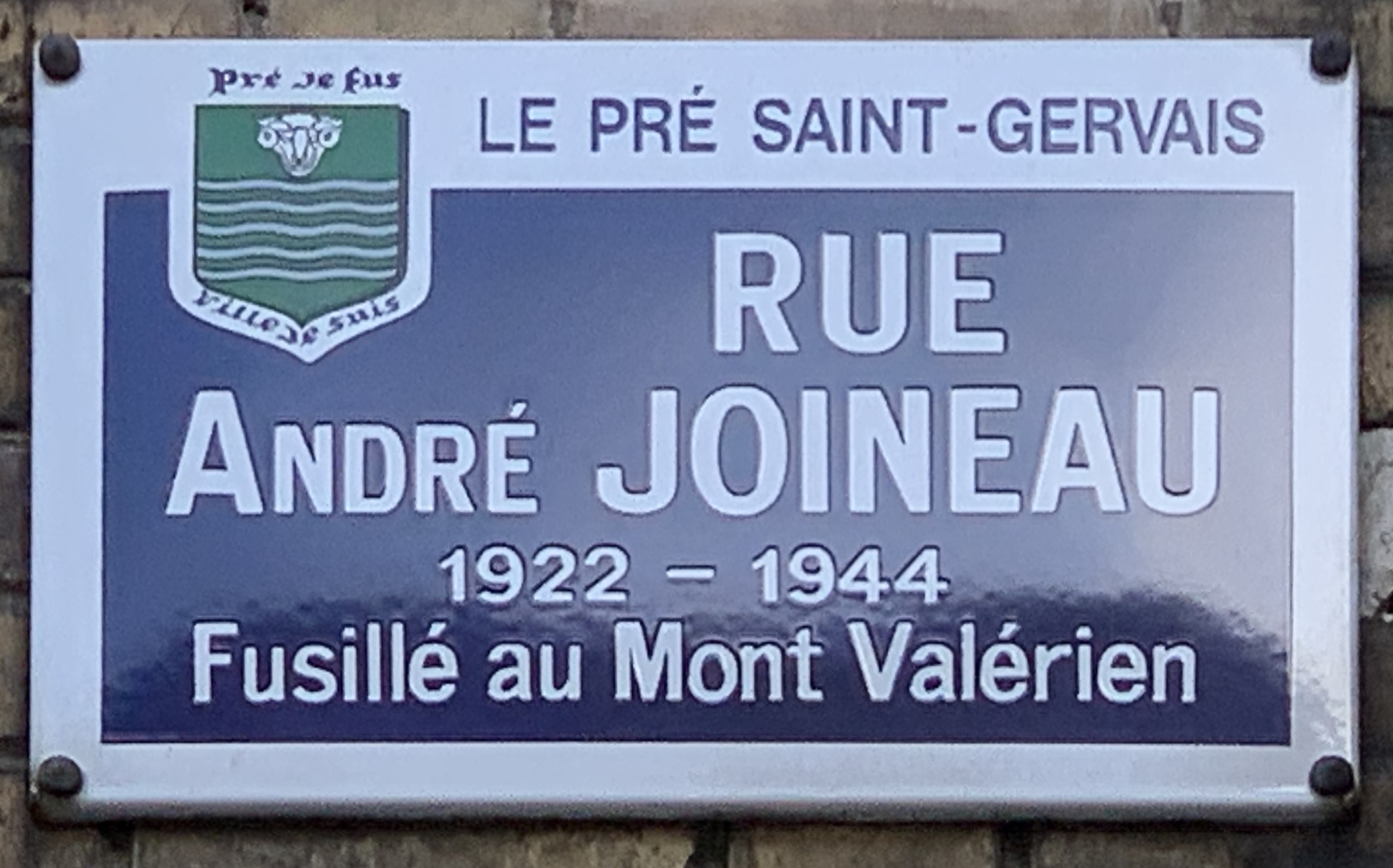
Plaque de la rue.

Elle rend hommage à André Joineau, FTP, fusillé le 7 mars 1944 à 22 ans pour faits de Résistance,.

## Historique

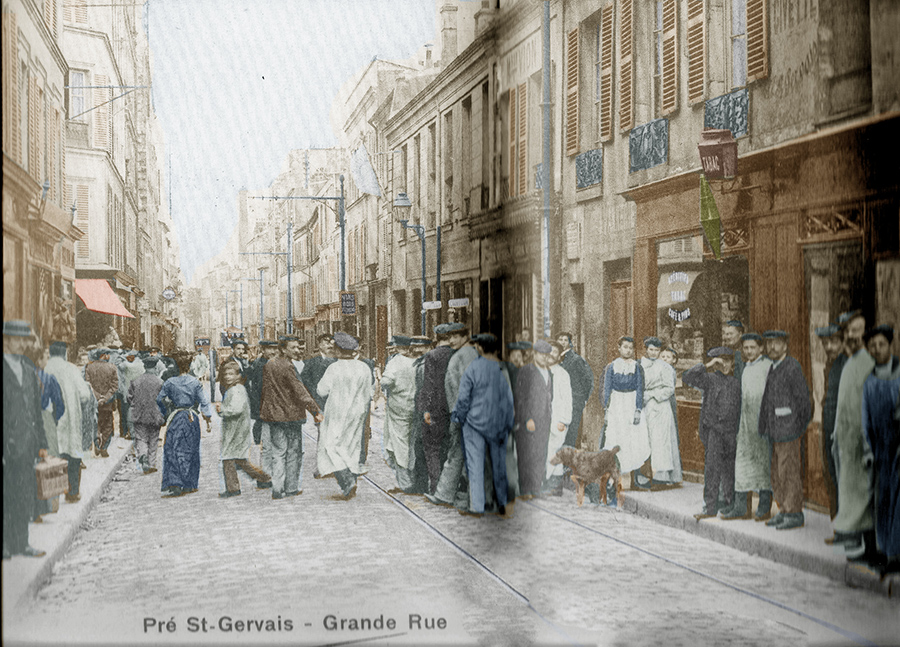
Le Pré Saint-Gervais, Grande Rue.

Cette voie de communication s'est appelée « route de Saint-Denis », car elle qui menait à l'Abbaye de Saint-Denis, puis « Grande Rue »,. Elle a été renommée après-guerre, « rue André-Joineau ».
Le 30 janvier 1918, durant la première Guerre mondiale, une bombe lancée d'un avion allemand explose aux nos 51 et 55 Grande-Rue
La rue André-Joineau est le sujet d'un des clichés de la série photographique 6 mètres avant Paris, réalisée en 1971 par Eustachy Kossakowski.

## Bâtiments remarquables et lieux de mémoire

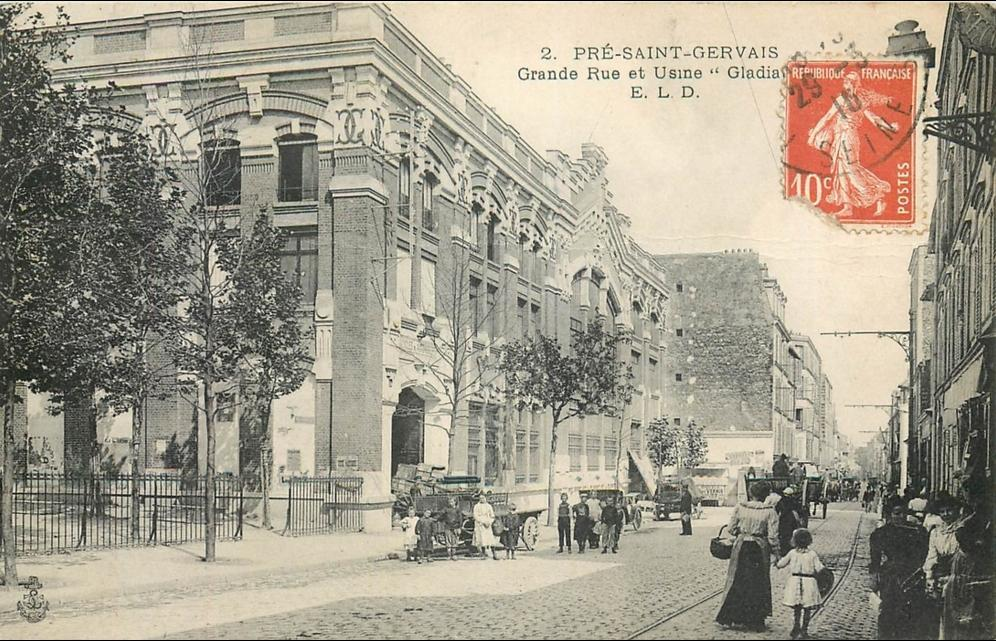
Grande Rue et Usine Gladiator.

- Hôtel de ville du Pré-Saint-Gervais;
- Marché couvert du Pré-Saint-Gervais[9];
- Square Edmond-Pépin;
- Square Salvador-Allende;
- Sur la place du Général-Leclerc, la fontaine du Pré-Saint-Gervais, dite Fontaine Louis XII[10].
- Immeuble de bureaux L'Yvoire[11],[12].
- Ancienne chapelle Saint-Gervais-Saint-Protais du Pré-Saint-Gervais, reconstruite en 1825 à l'endroit d'une chapelle datant de 1588[13],[14].
- La Villa du Pré, ensemble de maisons individuelles construites autour de petites rues arborées, créé en 1830[15].